# Damoetas galianoae
Damoetas galianoae är en spindelart som beskrevs av Prószynski 200. Damoetas galianoae ingår i släktet Damoetas och familjen hoppspindlar. Inga underarter finns listade i Catalogue of Life.